# ベント (戯曲)
『ベント』（英: Bent）は、マーティン・シャーマンによる戯曲である。1930年代のベルリンを舞台に、ナチスによって迫害された同性愛者たちの悲劇を描く。
『ベント/堕ちた饗宴』（原題は同じ）として映画化されている。

## 舞台劇

### ウエスト・エンド
- 初演：1979年5月3日　ロイヤルコート劇場
- 演出：ロバート・チェットウィン
- 出演：イアン・マッケラン（マックス）、トム・ベル（ホルスト）、リチャード・ゲイル（フレディ）

2006年、アラン・カミング主演でリバイバル上演された。

### ブロードウェイ
- 初演：1979年12月2日　ニュー・アポロ劇場
- 演出：ロバート・アラン・アッカーマン
- 出演：リチャード・ギア（マックス）、デイヴィッド・デュークス（ホルスト）、ジョージ・ホール（フレディ）

マックス役は、のちにマイケル・ヨークへ引継がれた。

### 日本
- 初演：1981年（上演タイトル「BENT〜ねじまげられて〜」劇団薔薇座 第6回公演）
  - 演出：野沢那智
  - 翻訳：青井陽治
  - 出演：劇団薔薇座
- 1986年　
  - 翻訳・演出：青井陽治
  - 出演：役所広司、高橋幸治、益岡徹、鷲生功、忍野タケル
- 2002年12月28日〜1月19日　TPT（シアタープロジェクト・東京）@ベニサン・ピット
  - 翻訳：広田敦郎
  - 演出：ロバート・アラン・アッカーマン
  - 出演：朴昭熙、長谷川博己、矢内文章、斉藤直樹、深貝大輔、池下重大、辰巳蒼、水門威知郎、貴山侑哉、由地慶伍、小谷真一、野口武士、松本晶、神林茂典

- 2004年1月7日〜2月1日　PARCO劇場
  - 翻訳：青井陽治
  - 演出：鈴木勝秀
  - 出演：椎名桔平、遠藤憲一、高岡蒼佑、篠井英介
- 2016年7月 - 8月　世田谷パブリックシアター 他 （PARCO PRODUCE「BENT」）[1]
  - 翻訳：徐賀世子
  - 演出：森新太郎
  - 出演：佐々木蔵之介、北村有起哉、新納慎也、中島歩、小柳友、石井英明、三輪学、駒井健介、藤木孝

日本でも、これまでに様々な俳優によって上演されている。2002年、2003年の両年にわたり上演された舞台では、リチャード・ギア主演のアメリカ初演版と同じくロバート・アラン・アッカーマンが演出を手がけ、長谷川博己が初舞台を踏んだ。

## 映画
『ベント/堕ちた饗宴』（ベント おちたきょうえん）は、原作者であるマーティン・シャーマンの脚本により、1997年にイギリスで製作された映画化作品である。
カンヌ国際映画祭でのユース賞（海外作品部門）を始め、多数の映画賞を受賞した。

### キャスト
- マックス：クライヴ・オーウェン
- ホルスト：ロテール・ブリュトー
- フレディ：イアン・マッケラン
- ウルフ：ニコライ・コスター＝ワルドー
- グレタ / ジョージ：ミック・ジャガー
- ルディ：ブライアン・ウェバー
- ナチス親衛隊：ジュード・ロウ
- ナチス将校（列車内）：ルパート・グレイヴス
- 看守（列車内）：チャーリー・ワッツ
- 大尉：ポール・ベタニー
- マックスの友人：サディ・フロスト
- 売春婦：レイチェル・ワイズ

### スタッフ
- 原作・脚本：マーティン・シャーマン
- 監督：ショーン・マサイアス
- 音楽：フィリップ・グラス
- 挿入歌：「Streets of Berlin」
  - 作詞：マーティン・シャーマン
  - 作曲：フィリップ・グラス
  - 歌：ミック・ジャガー